# Resolutie 977 Veiligheidsraad Verenigde Naties
Resolutie 977 van de Veiligheidsraad van de Verenigde Naties werd unaniem aangenomen op 22 februari 1995. Middels deze resolutie besliste men dat de zetel van het Rwandatribunaal in Arusha in Tanzania zou komen.

## Achtergrond
Toen Rwanda nog een Belgische kolonie was, werd de Tutsi-minderheid in het land verheven tot een elite die de grote Hutu-minderheid wreed onderdrukte. Na de onafhankelijkheid werden de Tutsi verdreven en namen de Hutu de macht over. Het conflict bleef aanslepen en in 1990 vielen Tutsi-milities verenigd als het FPR Rwanda binnen. Met westerse steun werden zij echter verdreven. In Rwanda zelf werd de Hutu-bevolking opgehitst tegen de Tutsi. Dat leidde begin 1994 tot de Rwandese genocide. De UNAMIR-vredesmacht kon, vanwege een te krap mandaat, niet ingrijpen.

## Inhoud
De Veiligheidsraad:
- herinnert aan resolutie 955, over de beslissing dat de Veiligheidsraad de zetel van het Rwandatribunaal zou bepalen;
- merkt secretaris-generaal Boutros Boutros-Ghali's aanbeveling op om Arusha als zetel aan te duiden;
- merkt op dat Rwanda wil meewerken met het tribunaal;
- besluit dat de zetel van het Rwandatribunaal in Arusha komt.

## Verwante resoluties
- Resolutie 935 Veiligheidsraad Verenigde Naties
- Resolutie 965 Veiligheidsraad Verenigde Naties
- Resolutie 978 Veiligheidsraad Verenigde Naties
- Resolutie 989 Veiligheidsraad Verenigde Naties

Lijst ·  970 ·  971 ·  972 ·  973 ·  974 ·  975 ·  976 ·  977 ·  978 ·  979 ·  980 ·  981 ·  982 ·  983 ·  984 ·  985 ·  986 ·  987 ·  988 ·  989 ·  990 ·  991 ·  992 ·  993 ·  994 ·  995 ·  996 ·  997 ·  998 ·  999 ·  1000 ·  1001 ·  1002 ·  1003 ·  1004 ·  1005 ·  1006 ·  1007 ·  1008 ·  1009 ·  1010 ·  1011 ·  1012 ·  1013 ·  1014 ·  1015 ·  1016 ·  1017 ·  1018 ·  1019 ·  1020 ·  1021 ·  1022 ·  1023 ·  1024 ·  1025 ·  1026 ·  1027 ·  1028 ·  1029 ·  1030 ·  1031 ·  1032 ·  1033 ·  1034 ·  1035